# Brezovica Žumberačka
Brezovica Žumberačka ist eine Siedlung, die zur Stadt Ozalj in der kroatischen Gespanschaft Karlovac gehört. Sie ist eine kroatische Exklave innerhalb des Ortes Brezovica pri Metliki der slowenischen Gemeinde Metlika.
Die Fläche der Siedlung beträgt 1,83 ha. Im Jahr 2011 betrug die Einwohnerzahl 19.

Eine Darstellung der slowenisch-kroatischen Grenze